# Maggie Crane
Maggie Crane (15 maggio 1957) è un'ex sciatrice alpina statunitense, vincitrice della Nor-Am Cup nel 1978.

## Biografia
Membro della nazionale statunitense originaria di Plymouth e sorella del dirigente sportivo Bruce e della sciatrice alpina Joan, la Crane in Nor-Am Cup nella stagione 1977-1978 vinse la classifica generale e in Coppa del Mondo ottenne l'unico piazzamento il 26 gennaio 1979 a Schruns in discesa libera (24ª); non prese parte a rassegne olimpiche e non ottenne piazzamenti ai Campionati mondiali.

## Palmarès

### Coppa del Mondo
- Miglior piazzamento in classifica generale: 79ª nel 1979

### Nor-Am Cup
- Vincitrice della Nor-Am Cup nel 1978[senza fonte]